# Agrostemma brachylobum
Agrostemma brachylobum (ili Agrostemma brachyloba), vrsta kukolja, jednogodišnje biljke iz porodice klinčićevki autohtone u Grčkoj i Turskoj. Uočena je i u Boulderu u Coloradu, SAD, gdje joj je narodno ime Narrow Corncockle
Naraste do 100 cm., latice ružičaste, cvate od lipnja do kolovoza. Uspijeva na svakom otvorenom tlu na sunčanim mjestima.

## Sinonimi
- Agrostemma githago subsp. thessalum (Bornm.) W. Greuter
- Agrostemma gracile Boiss.
- Agrostemma gracile var. thessalum Bornm.
- Agrostemma thessalum Hayek
- Githago brachyloba Fenzl, bazionim
- Githago gracilis (Boiss.) Boiss.